# Min bäste vän
Min bäste vän (со швед. — «Мой лучший друг») — седьмой студийный альбом шведской певицы и автора песен Мари Фредрикссон, выпущенный 14 июня 2006 года компанией Capitol Records совместно с собственным независимым лейблом Фредрикссон Mary Jane/Amelia Music. Это её шестой студийный альбом шведского материала, после её первого и единственного англоязычного альбома The Change (2004).

## Композиция и стиль
Альбом состоит из кавер-версий песен, которые Фредрикссон впервые услышала в 1960-х и 1970-х годах. Основу альбома составляют преимущественно песни, написанные шведскими певцами и авторами песен Джоном Холмом («Din bäste vän», «Sommaräng» и «Den öde standen») и Пью Рогефельдтом («Guldgruva», «Aftonfalken» и «Här kommer natten»), а также песни Микаэля Вье из группы Hoola Bandoola («Man måste veta vad man önskar sig» и «Vem kan man lita på?»). Фредрикссон сказала, что она выбрала эти треки, потому что они произвели на неё впечатление в подростковом возрасте и помогли ей развиться и сформироваться как певице и автору песен в дальнейшем.

## Выпуск и продвижение альбома
Альбом стал успешным после выхода, достигнув пика на третьем месте в чарте альбомов в Швеции.
Синглы:
- «Sommaräng»: песня была выпущена в качестве ведущего сингла из альбома альбома 17 мая 2006 года. В качестве би-сайда на сингле записан кавер песни «Små lätta moln» («Маленькие светлые облака») Пью Рогефельдта[англ.][5]. Песня стала хитом в Швеции, достигнув пика в десятке лучших в чарте Svensktoppen[6], и 21-го места в шведском чарте синглов[4].
- «Ingen kommer undan politiken»: оригинальную песню под названием «Complainte pour Ste. Catherine[англ.]» написали на французском языке Филипп Татарчефф[англ.] и Анна Макгерригл[англ.]. Её исполнил канадский дуэт Кейт и Анна МакГарригл. Ула Магнелл[англ.] перевёл песню на шведский язык и шведскоязычную версию записала шведская певица Мари Бергман[англ.]. Мари Фредрикссон также исполнила эту песню на шведском языке — она вышла в качестве второго сингла из альбома Min bäste vän 25 июля 2006 года[7]. Сингл вышел в цифровом формате, а также как промо-сингл для радиостанций.

## Отзывы критиков
| Оценки критиков      | Оценки критиков |
| Источник             | Оценка          |
| -------------------- | --------------- |
| Aftonbladet          | [ 8 ]           |
| Expressen            | [ 9 ]           |
| Helsingborgs Dagblad | [ 2 ]           |
| Svenska Dagbladet    | [ 3 ]           |
| Verdens Gang         | [ 10 ]          |

Альбом получил в целом положительные отзывы после выпуска. «Aftonbladet» назвала его «довольно скромным возвращением» и сказал, что у Фредрикссон «по-прежнему один из самых сильных, самых отличительных голосов в стране, который становится ещё лучше, когда она поёт материал, который действительно что-то для неё значит». Они описали «Den öde stranden» как лучшую песню на пластинке. Обозреватель «Expressen» утверждал, что акустические треки в альбоме превосходят более продюсированные, объясняя: «Когда есть достаточно места для того, чтобы выплеснуть все её эмоции, Мари выглядит как богиня кантри и мастер шведского блюза». Норвежская газета «Verdens Gang» назвала его «крутым диском», но посетовала, что большинство песен будут незнакомы поклонникам в Норвегии, и описала альбом как «безусловно, обязательный для самых преданных поклонников Roxette, хотя для большинства других он будет легко забыт».
«Helsingborgs Dagblad» похвалил Фредрикссон за составление «смелой» записи, сказав: «Собрать альбом рок-классики от фаворитов 70-х, таких как Пью Рогефельдт, Йон Холм, Корнелис Вресвик, группа Hoola Bandoola, Том Пакстон и Тим Хардин — это, вероятно, мысль, которая пугает до чертиков большинство признанных артистов с каким-либо чувством самоуважение. Но такого смущения не существует [для Min bäste vän]. С первого трека она ясно даёт понять, что это не попытка убить эти песни, а попытка познакомить с ними других, чтобы они полюбили их на долгие годы». Они также похвалили качество вокала Фредрикссон и количество импровизаций, найденных в альбоме, особенно гитарную работу Улы Густафссона в «Sommaräng» и игру Матса Ронандера на губной гармошке в «Guldgruva».

## Список композиций
| №   | Название                            | Автор(ы)                                                             | Длительность |
| --- | ----------------------------------- | -------------------------------------------------------------------- | ------------ |
| 1.  | «Din bäste vän»                     | Йон Хольм                                                            | 4:07         |
| 2.  | «Sommaräng»                         | Хольм                                                                | 3:20         |
| 3.  | «Om jag vore arbetslös»             | Тим Хардин Корнелис Вресвик                                          | 3:32         |
| 4.  | «Guldgruva»                         | Пью Рогефельдт                                                       | 2:52         |
| 5.  | «Complainte pour Ste. Catherine»    | Филипп Татарчефф [англ.] Анна Макгерригл [англ.] Ула Магнелл [англ.] | 3:46         |
| 6.  | «Jag ger dig min morgon»            | Том Пакстон Фред Окерстрём [англ.]                                   | 5:06         |
| 7.  | «Aftonfalken»                       | Рогефельдт                                                           | 3:55         |
| 8.  | «Man måste veta vad man önskar sig» | Микаэль Вье                                                          | 3:31         |
| 9.  | «Vem kan man lita på?»              | Вье                                                                  | 4:13         |
| 10. | «Den öde stranden»                  | Хольм                                                                | 3:17         |
| 11. | «Här kommer natten»                 | Рогефельдт                                                           | 3:51         |

## Участники записи
Список приведён по данным буклета к компакт-диску альбома Min bäste vän:
- Все треки записаны в Studio Vinden в Юрсхольме и Cosmos Studios в Стокгольме; саксофоны на треке 9 записаны в St:Eriksplan 1 в Стокгольме.
- Все песни спродюсированы и аранжированы Микаэлем Боиошем.
- Мастеринг выполнен Бьорном Энгельманном и Томасом Эбергером в Cutting Room Studios в Стокгольме.

Музыканты
- Мари Фредрикссон — ведущий и бэк-вокал, клавишные (трек 3)
- Мике Боиош — бэк-вокал (треки 5 and 7), фортепиано (трек 6), клавишные, программирование, инженер звукозаписи и сведение
- Staffan Astner — гитары (треки 7 и 11)
- Ola Gustavsson — гитары (треки 2, 3, 8 и 10), бас-гитара (треки 3 и 8), слайд-гитара (трек 7)
- Per Lindvall — ударные (треки 3, 5, 7, 8, 9 и ) и перкуссия (трек 3)
- Sven Lindvall — бас-гитара (треки 5, 9 и 11)
- Jokke Pettersson — гитары (треки 1, 3, 4, 5 и 9)
- Vincent Pontare — бэк-вокал (треки 5 и 9)

Дополнительные музыканты и технический персонал
- Maja Alderin-Landgren — бэк-вокал (трек 9)
- Kjell Andersson — дизайн обложки
- Edmund Benjamin — банджо (трек 5)
- Tore Berglund — тенор и баритон-саксофоны (трек 9)
- Petra Cabbe — макияж
- Mattias Edwall — фотография
- Karin Hammar — тромбон (трек 8)
- Bengan Janson — аккордеон (трек 5)
- Christer Jansson — ударные (трек 8)
- Roger Krieg — инженер звукозаписи и сведение
- Kalle Moraeus — скрипка (трек 5)
- Mats Ronander — губная гармошка (трек 4)
- Pär Wickholm — дизайн обложки

## Чарты
| Чарт (2006)                | Высшая позиция |
| -------------------------- | -------------- |
| Швеция (Sverigetopplistan) | 3              |

## История релизов
| Регион | Дата         | Формат                  | Лейбл                                  | № по каталогу    | Прим.  |
| ------ | ------------ | ----------------------- | -------------------------------------- | ---------------- | ------ |
| Швеция | 14 июня 2006 | CD цифровая дистрибуция | Mary Jane/Amelia Music Capitol Records | 0946 3 66887-2 5 | [ 11 ] |